# Mansi Barberis
Mansi Barberis, pseudonimo di Clemensa Barberis (Iași, 1899 – 1986), è stata una compositrice e musicista rumena.

## Biografia
Clemensa Barberis nacque a Iași e iniziò a improvvisare al pianoforte in tenera età. Quando una zia trascrisse uno dei suoi pezzi, il compositore George Enescu si raccomandò che la Barberis prendesse lezioni di teoria. Studiò con professori italiani a Iaşi e in seguito studiò violino, canto e composizione al Conservatorio "George Enescu".
La Barberis si diplomò al Conservatorio nel 1922. Sposò un medico ed ebbe una figlia, che lasciò ai suoi genitori per poter continuare i suoi studi a Berlino. Rientrò in Romania dopo un anno e trovò un impiego, ma in seguito proseguì suoi studi a Parigi in tre sessioni, studiando canto, direzione, opera, composizione e orchestrazione. Nel 1936 studiò brevemente anche canto a Vienna con Max Reger.
La sua opera fu eseguita all'Opera di Bucarest e dalla Compagnia dell'Opera di Iaşi. La sua musica fu altresì registrata e trasmessa dalla televisione rumena (RTV).

## Opere
La musica di Barberis è fortemente influenzata dalla musica popolare rumena. Ha scritto oltre cento canzoni d'arte, musica sinfonica, quattro opere liriche, musica strumentale e opere corali. Tra le opere si annoverano:
- Itinerar dacic (1976) su libretto del drammaturgo Dominic Stancu
- Destin de poet (1981) su libretto di Mihai Eminescu
- Kera Duducea (1963) opera
- Apus de soare ("Tramonto") (1961) opera
- Rondelurile rozelor (1982) ciclo di canzoni su versi di Alexandru Macedonski[2]

Barberis ha pubblicato inoltre un'autobiografia, Din zori până în amurg ("Dall'alba al tramonto")